# Felsőszék község
Felsőszék község (románul: Comuna Sâg) község Szilágy megyében, Romániában. Központja Felsőszék, beosztott falvai Ballaháza, Krasznafüzes, Krasznatótfalu, Tuszatelke.

## Népessége
A 2011-es népszámlálás adatai alapján a község népessége 3276 fő volt.